# 大富站 (日本)
大富站（日语：／ Ōdomi eki */?）是位於岡山縣瀨戶內市邑久町大富，西日本旅客鐵道（JR西日本）赤穗線的車站。車站編號為「JR-N07」。

## 歷史
- 1962年（昭和37年）9月1日 - 赤穗線伊部站至東岡山站之間開業，此站啟用。
  - 當時車站地址為岡山縣邑久郡邑久町（日语：邑久町）大富。
- 1987年（昭和62年）4月1日 - 伴隨國鐵分割民營化，車站由西日本旅客鐵道（JR西日本）營運。
- 2004年（平成16年）11月1日 - 隨著瀨戶內市成立，車站地址為岡山縣瀨戶內市邑久町大富。
- 2007年（平成19年）
  - 7月27日 - 引入可支援ICOCA的簡易型自動閘機（日语：簡易型自動改札機）。
  - 9月1日 - 此站可以使用ICOCA。

## 車站構造
車站是一座地面車站，設有1面1線的單式月台，岡山方向與播州赤穗方向的列車使用同一月台，岡山方向的列車會開啟左邊車門。
此站是由東岡山站管理的無人車站，車站可使用ICOCA（以及互相使用的IC卡）。車站設有簡易自動閘機和自動售票機（可支援ICOCA增值功能）。閘口中設有協助電話。

## 使用狀況
以下為近年1日平均乘車人次列表：
| 乘車人次變化 | 乘車人次變化    |
| 年度         | 1日平均乘車人次 |
| ------------ | --------------- |
| 1999         | 164             |
| 2000         | 147             |
| 2001         | 147             |
| 2002         | 149             |
| 2003         | 157             |
| 2004         | 146             |
| 2005         | 151             |
| 2006         | 145             |
| 2007         | 146             |
| 2008         | 145             |
| 2009         | 152             |
| 2010         | 167             |
| 2011         | 182             |
| 2012         | 194             |
| 2013         | 207             |
| 2014         | 199             |
| 2015         | 215             |
| 2016         | 226             |
| 2017         | 234             |
| 2018         | 235             |

## 車站周邊
車站附近主要是農地，民居散落在農地周邊。車站前設有停泊單輪場。
- 瀨戶內市立今城小學
- 瀨戶內市立今城幼稚園
- 瀨戶內市立今城保育園
- 上寺山余慶寺（國家重要文化財產）
- 大富郵局

## 相鄰車站
西日本旅客鐵道
 赤穗線
邑久（JR-N08）－大富（JR-N07）－西大寺（JR-N06）

## 注腳
1. ↑  岡山縣統計年報

## 外部連結
- 大富｜車站資訊：JR出門網 - 西日本旅客鐵道